# Tivoli-Kunstmühle

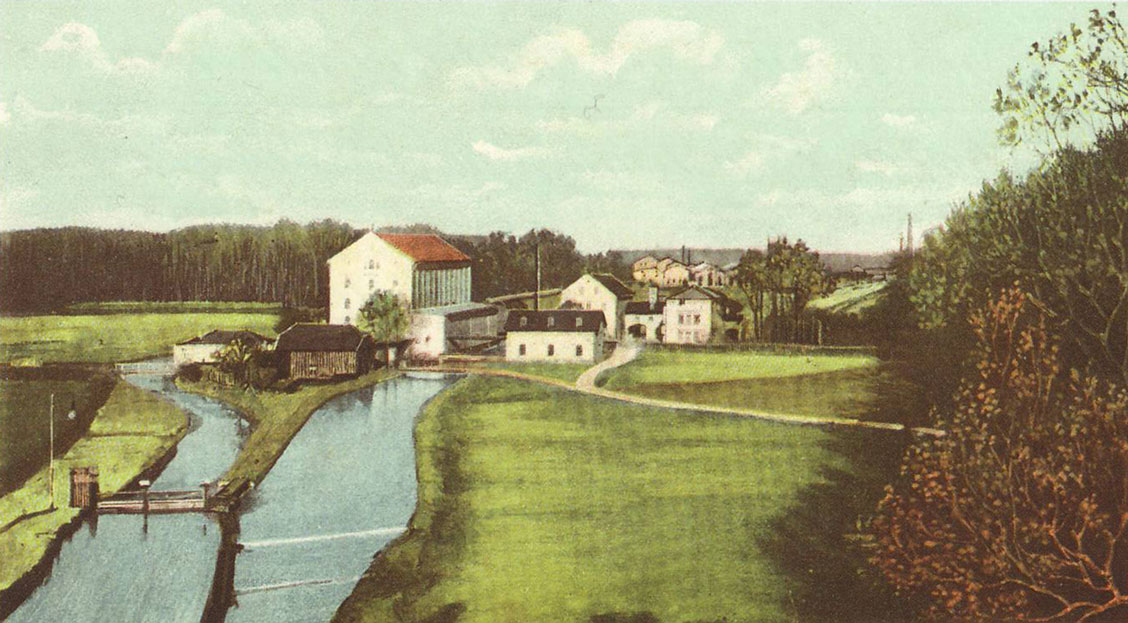
Tivoli-Kunstmühle

Die Tivoli-Kunstmühle war eine Getreidemühle in München.

## Lage
Die Mühle lag auf dem Gebiet des heutigen Tucherparks im Stadtteil 12 Schwabing-Freimann in einer Biegung des Eisbachs. An der Stelle der Mühle befindet sich heute das Hilton Munich Park Hotel.

## Geschichte
1808 wurde die Mühle durch Adrian von Riedel als Neumühle errichtet. Dafür wurde eigens ein Seitenkanal des Eisbachs gegraben. 1837 wurde die Mühle unter dem Namen Ludwigs-Walzmühle zur ersten Kunstmühle in München. Als Kunstmühlen wurden ab dem 19. Jahrhundert Mühlen mit hohem Standard bezeichnet, die mit Kunstmühlsteinen aus der Champagne in den Auflös- und Mahlpassagen arbeiteten.
Ab 1872/73 wurde die Mühle Tivoli-Kunstmühle genannt, benannt nach dem Stadtviertel Tivoli. 1969 wurde sie stillgelegt und das Gebäude gesprengt. Heute stehen auf dem ehemaligen Mühlengelände "Am Tucherpark" Hotel-, Bank- und Verwaltungsgebäude.